# やまさき十三
やまさき 十三（やまさき じゅうぞう、本名：山崎 充朗、1941年6月19日 - ）は、日本の漫画原作者。代表作は画：北見けんいちにより『ビッグコミックオリジナル』（小学館）にて連載されている『釣りバカ日誌』。

## 来歴
宮崎県都城市に7人きょうだいの3男として生まれる。実家は学校教材等を取り扱う大規模な文具店の山崎文科堂で、『釣りバカ日誌』にてハマちゃんの実家「浜崎文科堂」として登場したが、2013年12月18日に火災被害に遭い全焼している。
中学時代は野球部で投手を務めて宮崎県大会で優勝し、野球の才能を見込まれて宮崎県立宮崎大宮高等学校へ進学、1年生のときには補欠で甲子園に出場した。しかし、2年生で腰を痛めて野球を挫折し、加えて肺浸潤で2か月の入院生活をした後に映画を観るようになる。そのとき観たロベール・ブレッソン監督の『抵抗』『スリ』に衝撃を受けて映画監督を志し、1年の浪人の後、早稲田大学第一文学部演劇科へ進学した。演劇科の同期生に松本白鸚、小林勝也、長田紀生、大原清秀、シュミット村木眞寿美らが、1期下に女優の赤座美代子がおり、映画監督の呉徳洙（オ・ドクス）は、大学時代からの親友である。
大学卒業後、映画会社の松竹の就職試験を受けるが、2000人中3人の採用という狭き門に漏れ、契約社員として東映東京制作所に助監督として10年間勤務。テレビ映画『キイハンター』『プレイガール』『柔道一直線』などに参加し、山崎充朗の名で『キャプテンウルトラ』や『キイハンター』などの脚本も執筆していた。『キイハンター』で監督昇進の話があったが、契約社員の労働組合の委員長に選ばれ、契約者の権利を求めて会社側と団体交渉をする立場になったことから、昇進の話は流れる。
労働争議は3年後に解決したものの、自身の監督昇進は絶望的になったと判断し、東映東京制作所を退社した。組合活動で無給だった頃から副業で雑誌ライターの仕事をしており、そちらでは同じくアルバイトで大学の後輩でもある石井隆や金子裕と顔を合わせていた。
東映退社後、大学時代の親友である小学館の編集者・武居俊樹から「映画の脚本が書けるなら、漫画の原作も書けるだろう」と誘われ、「週刊少年サンデー」や「週刊少女コミック」でいくつかの漫画原作を手掛けるようになる。1977年、「リイドコミック」連載の『アイドール』（芳谷圭児画）で漫画原作者として一本立ちする。
1979年から内山まもると組んで『週刊少年サンデー』に連載の『番外甲子園』が人気となり、漫画原作者を職業とすることを決心した。同年に趣味の釣りを活かした『釣りバカ日誌』を北見けんいちと開始。1982年度（第28回）小学館漫画賞を受賞した。同作は1988年に松竹で実写映画化、2002年にテレビ朝日系でアニメ化された他、2015年にはテレビ東京系でテレビドラマ化されるなど、やまさきの代表作となり、「国民的サラリーマン漫画」と呼ばれるまでになる。
2013年11月に公開された、故郷の宮崎県を舞台にした人情コメディ映画『あさひるばん』では、初の監督を務めた。

## 人物
趣味は釣りと野球。35歳の頃から千葉県浦安市在住。本宮ひろ志『やぶれかぶれ』では、近所に住むゴルフ友達として本宮邸を訪れ、本宮夫妻の夫婦喧嘩に出くわす描写があるが、現在も「グランドジャンプ」で本宮、武論尊との3人で人生相談『儂に訊くな！』を担当している。
苗字は「やまさき」と濁らない。このことは、『釣りバカ日誌』で、ハマちゃんが、自己紹介をするときに「はまさき伝助」と強調するシーンに使われている。
2010年11月26日、東京都青少年の健全な育成に関する条例改正に反対する記者会見には、ちばてつや、秋本治、本そういちらと共に出席している。

## 作品リスト
- 釣りバカ日誌（画：北見けんいち、『ビッグコミックオリジナル』）
- サッチモ（画：北見けんいち、『ビッグコミック』）
- 福ちゃん（画：北見けんいち、『ビッグコミック』）
- 愛しのチィパッパ（画：北見けんいち、『女性セブン』）
- アイドール（画：芳谷圭児、『リイドコミック』）
- 青春I・N・G（画：芳谷圭児、『週刊少年チャンピオン』1977年35号 - 1977年50号）
- 青春は果てしなき蒼空（画：芳谷圭児、『リイドコミック』）
- 風のフィユ（画：芳谷圭児、『リイドコミック』）
- バーディ・バーディ（画：芳谷圭児、『漫画アクション』）
- ボギー（画：芳谷圭児、『ビッグコミック』）
- 白バラ軍団（画：逆井五郎、『週刊少年サンデー』1975年51号 - 1976年No.3・4合併号）
- がむしゃら（画：あだち充、『週刊少年サンデー』1976年5・6合併号 - 18号）
- ああ!青春の甲子園（画：あだち充、『週刊少女コミック』） - ドラマ「だから青春 泣き虫甲子園」原作
  - 初恋甲子園
  - 泣き虫甲子園
- 夕陽よ昇れ!!（画：あだち充、『週刊少女コミック』）
- 番外甲子園（画：内山まもる、『週刊少年サンデー』）
- 初体験（画：松久由宇）
- 新宿非情線（画：居村真二、『少年ビッグコミック』）
- つらいぜジュリー（画：野口正之）
- ゴリラの迷図（画：園田光慶、『リイドコミック』）
- 無頼記者（画：園田光慶、『ビッグコミックポケッツ』）
- おれはナマズ者（画：はしもとみつお、『週刊少年サンデー』1982年6号 - 1984年21号）
- あした天兵（画：幡地英明、『週刊少年ジャンプ』1983年43号 - 1984年14号）
- フェアウェイ社員（画：村祭まこと、『コミックノストラダムス』1983年6月1日創刊号 - ）
- おかしな2人（画：さだやす圭、『週刊モーニング』）
- 笑ってマイケル（画：聖鈴子、『ちゃお』）
- プロゴルファー貘（画：高井研一郎、『週刊パーゴルフ』）
- 愛しのクワアングリコ（画：高井研一郎、『週刊パーゴルフ』）
- 夢工場（画：弘兼憲史、『別冊漫画アクション』）
- あさひるばん（画：テリー山本、『ビッグコミックオリジナル』）
- 潮風のサニー・レジデンス（画：昌原光一、『ビッグコミックオリジナル』2023年7号[12] - 2023年8号[13]） - 読み切り前後編[12]

## 漫画原作以外の著書
- 釣りバカ日誌 ハマちゃん流（2004年、淡輪敬三との共著、日本経済新聞社） ISBN 4-532-31142-X